# Liste der Biografien/Wieg
Liste der Biografien |
Portal Biografien |
Personensuche
# |
A |
B |
C |
D |
E |
F |
G |
H |
I |
J |
K |
L |
M |
N |
O |
P |
Q |
R |
S |
T |
U |
V |
W |
X |
Y |
Z |
?
 
Wa |
Wc |
Wd |
We |
Wh |
Wi |
Wj |
Wl |
Wn |
Wo |
Wr |
Ws |
Wt |
Wu |
Ww |
Wy |
Wz
 
Wia |
Wib |
Wic |
Wid |
Wie |
Wif |
Wig |
Wih |
Wii |
Wij |
Wik |
Wil |
Wim |
Win |
Wio |
Wip |
Wir |
Wis |
Wit |
Wiv |
Wiw |
Wix |
Wiz
 
Wiea |
Wieb |
Wiec |
Wied |
Wief |
Wieg |
Wieh |
Wiej |
Wiek |
Wiel |
Wiem |
Wien |
Wiep |
Wier |
Wies |
Wiet |
Wiev |
Wiew |
Wiey |
Wiez
Die Liste der Biografien führt alle Personen auf, die in der deutschsprachigen Wikipedia einen Artikel haben. Dieses ist eine Teilliste mit 155 Einträgen von Personen, deren Namen mit den Buchstaben „Wieg“ beginnt.

## Wieg

### Wiega
- Wiegand, Annette (* 1977), deutsche Zahnärztin und Hochschullehrerin
- Wiegand, Anton (1847–1925), Landtagsabgeordneter Großherzogtum Hessen
- Wiegand, August (1864–1945), deutscher Theologe
- Wiegand, Auguste († 1870), Opernsängerin (Sopran)
- Wiegand, Bernd (* 1957), deutscher Kommunalpolitiker (parteilos, vormals SPD)Bernd Wiegand (* 1957)

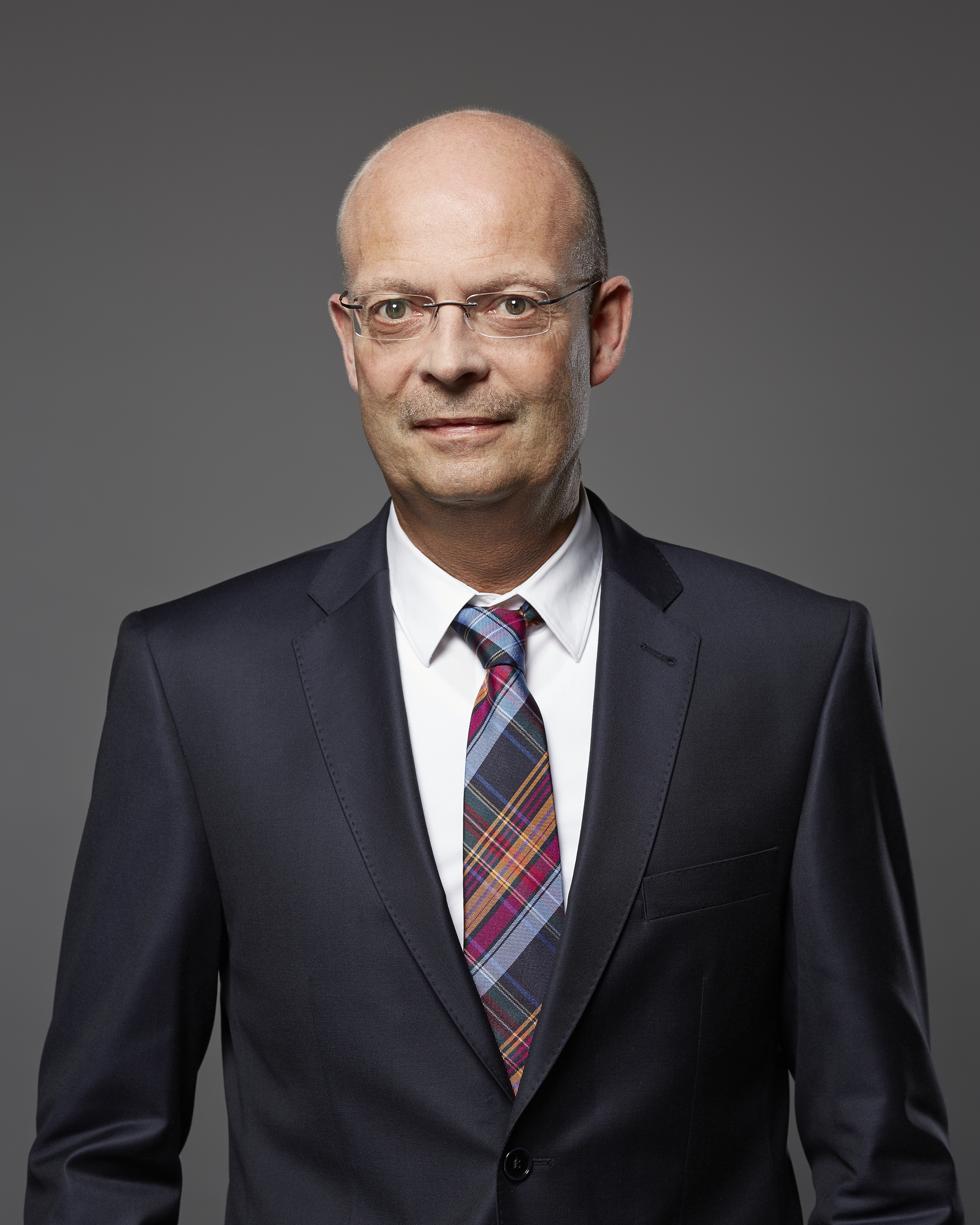
Bernd Wiegand (* 1957)

- Wiegand, Bodo (* 1954), deutscher Autor von Wirtschaftsbüchern
- Wiegand, Britta (* 1968), deutsche Radio- und Fernsehmoderatorin
- Wiegand, Carl (1877–1917), deutscher Kunstturner
- Wiegand, Carl Friedrich (1877–1942), Deutscher Schriftsteller
- Wiegand, Christine (1965–2016), deutsche Regisseurin und Drehbuchautorin
- Wiegand, Clyde E. (1915–1996), US-amerikanischer experimenteller Teilchenphysiker
- Wiegand, Dirk (* 1972), deutscher Historiker
- Wiegand, Eduard (1815–1877), liberaler Abgeordneter
- Wiegand, Eduard (1893–1979), deutscher Archivar und Bibliothekar
- Wiegand, Erika Maria (1921–2009), deutsche Künstlerin und Bildhauerin
- Wiegand, Florian (* 1973), deutscher Festspielleiter, Leiter der Salzburger Biennale
- Wiegand, Frank (* 1943), deutscher Schwimmer
- Wiegand, Frank-Michael (* 1952), deutscher Politiker (FDP), MdHB
- Wiegand, Frieda (1911–1998), deutsche Grafikerin
- Wiegand, Friedrich (1860–1934), deutscher evangelischer Theologe und Hochschullehrer
- Wiegand, Gerd (1922–1994), deutscher Architekt
- Wiegand, Gottfried (1926–2005), deutscher Zeichner
- Wiegand, Günther (* 1938), deutscher Bibliothekar
- Wiegand, Hans (1890–1915), deutscher Porträt-, Genre-, Interieur- und Landschaftsmaler der Düsseldorfer Schule
- Wiegand, Heinrich (1842–1899), deutscher Opernsänger (Bass)
- Wiegand, Heinrich (1855–1909), deutscher Anwalt, Direktor und Generaldirektor des Norddeutschen Lloyds
- Wiegand, Heinrich (1895–1934), deutscher Schriftsteller
- Wiegand, Heinrich (1906–1998), deutscher Ingenieur
- Wiegand, Herbert (* 1949), deutscher Biathlet
- Wiegand, Herbert Ernst (1936–2018), deutscher Germanist und Lexikograf
- Wiegand, Hermann (* 1951), deutscher Gymnasiallehrer und Neulateinischer Philologe
- Wiegand, Hertha (1890–1944), deutsche Ärztin und Opfer des Holocaust
- Wiegand, Johannes (1874–1940), deutscher Pädagoge und Theaterdirektor
- Wiegand, Julius (1880–1956), deutscher Literaturhistoriker, Germanist und Lehrer
- Wiegand, Karl von (1874–1961), US-amerikanischer Journalist und Kriegsberichterstatter
- Wiegand, Katrin (* 1968), deutsche Theaterautorin
- Wiegand, Klaus (* 1941), deutscher Militär; Offizier der NVA
- Wiegand, Klaus-Dieter (1945–2011), deutscher Eisenbahningenieur und -sachverständiger
- Wiegand, Leander (* 1999), deutscher American-Football-Spieler
- Wiegand, Lisa (* 1969), US-amerikanische Kamerafrau
- Wiegand, Martel (1922–2006), deutsche Hochschullehrerin, Illustratorin und Objektkünstlerin
- Wiegand, Martin (* 1967), deutscher Basketballspieler
- Wiegand, Matthias (* 1954), deutscher Radrennfahrer
- Wiegand, Nikola (1963–2005), deutsche Basketballspielerin
- Wiegand, Otto (1875–1939), deutscher Kunstturner
- Wiegand, Robert D. (1932–1996), US-amerikanischer Offizier, Generalmajor der US-Army
- Wiegand, Sepp (* 1991), deutscher Rallyefahrer
- Wiegand, Sieglinde (1929–2018), deutsche Schauspielerin und Regisseurin
- Wiegand, Simone (* 1969), deutsche Juristin und Richterin am Bundesgerichtshof
- Wiegand, Stefan (* 1998), deutscher Schauspieler
- Wiegand, Stefanie (* 1969), deutsche Politikerin (SPD), MdL
- Wiegand, Susanna (* 1967), österreichische Schauspielerin
- Wiegand, Suse (* 1958), deutsche Zeichnerin und Objektkünstlerin
- Wiegand, Sylvia (* 1945), US-amerikanische Mathematikerin
- Wiegand, Theodor (1864–1936), deutscher Klassischer ArchäologeTheodor Wiegand (1864–1936)

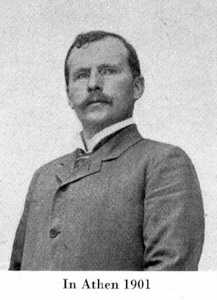
Theodor Wiegand (1864–1936)

- Wiegand, Thomas (* 1970), deutscher Elektrotechniker, einer der Väter des H.264/AVC-Videocodecs
- Wiegand, Wilfried (1937–2020), deutscher Journalist und Kunsthistoriker
- Wiegand, Wilhelm (1851–1915), deutscher Archivar und Politiker
- Wiegand, Willy (1884–1961), deutscher Typograph, Mitbegründer und Leiter der Bremer Presse
- Wiegand, Wolfgang (1940–2025), deutscher Rechtswissenschaftler
- Wiegand, Wolfgang (* 1948), deutscher Ophthalmologe, Physiker und Hochschullehrer
- Wiegand-Dehn, Magda (1867–1938), deutsche Textilkünstlerin und Ehefrau des Theologen August Wiegand
- Wiegand-Hoffmeister, Bodo (* 1966), deutscher Jurist und Hochschulrektor
- Wiegandt, Alexa (* 1962), deutsche Schauspielerin und Hörspielsprecherin
- Wiegandt, Andreas Heinrich (1809–1889), deutscher Politiker
- Wiegandt, Bernhard (1851–1918), deutscher Maler, Bühnenbildner und Kunstlehrer
- Wiegandt, Bertha (1889–1977), deutsche Malerin
- Wiegandt, Else (1894–1985), deutsche Malerin
- Wiegandt, Ernst Robert Heinrich (1856–1926), württembergischer Oberamtmann
- Wiegandt, Hans (1915–2013), deutscher Maler, Grafiker, Illustrator und Hochschullehrer
- Wiegandt, Herbert (1914–2003), deutscher Autor und Bibliothekar
- Wiegandt, Jochen (* 1947), deutscher Volkssänger, Liedermacher und Unterhaltungskünstler
- Wiegandt, Johanna (1893–1967), deutsche Mathematikerin
- Wiegandt, Klaus (* 1939), deutscher Manager
- Wiegandt, Matthias (* 1965), deutscher Musikwissenschaftler
- Wiegard, Rainer (* 1949), deutscher Politiker (CDU), MdL, Landesminister in Schleswig-Holstein
- Wiegard, Wolfgang (* 1946), deutscher Volkswirtschaftler und Hochschullehrer
- Wiegärtner, Sebastian (* 1983), deutscher Kameramann
- Wiegartz, Hans (1936–2008), deutscher Klassischer Archäologe

### Wiege
- Wiegel, Albert (1869–1943), deutscher Glaskünstler
- Wiegel, Amei (* 1949), deutsche Politikerin (SPD)Politiker, Journalist und Oberstadtdirektor von Hannover
- Wiegel, Andreas (* 1991), deutscher Fußballspieler
- Wiegel, Gerd (* 1966), deutscher Politologe, Publizist und Autor
- Wiegel, Hans (1941–2025), niederländischer Politiker
- Wiegel, Kurt (* 1951), deutscher Politiker (CDU), MdL
- Wiegel, Lorenz Johann von (1728–1794), preußischer Generalmajor, Kommandant von Thorn
- Wiegel, Martin (1898–1949), deutscher Politiker (LDPD)
- Wiegel, Michaela (* 1968), deutsche Journalistin
- Wiegel, Stefanie, deutsche Skaterin und Snowboarderin der Special Olympics
- Wiegele, Edwin (* 1954), österreichischer Künstler und Galerist
- Wiegele, Florian (* 2001), österreichischer Fußballspieler
- Wiegele, Franz (1887–1944), österreichischer Maler
- Wiegele, Franz (* 1965), österreichischer Skispringer
- Wiegele, Hannah (* 2001), österreichische Skispringerin
- Wiegele, Hermine (* 1939), österreichische Bäckerin und Herausgeberin
- Wiegele, Lisa (* 1995), österreichische Skispringerin
- Wiegele, Martin (* 1978), österreichischer Golfsportler
- Wiegele, Michaela Christiana (* 1968), österreichische Künstlerin
- Wiegele, Simone (* 1986), deutsche Sportlerin, Mannschaftsweltmeister im Voltigieren
- Wiegelmann, Günter (1928–2008), deutscher Volkskundler
- Wiegelmann, Johannes (* 1993), deutscher Politiker (CDU)
- Wiegelmann, Liane (* 1974), deutsche Musikerin und Sängerin
- Wiegels, Arthur (1891–1932), deutsches SA-Mitglied
- Wiegels, Rainer (* 1940), deutscher Althistoriker
- Wiegenstein, Roland H. (* 1926), deutscher Publizist
- Wieger, Heinrich (1776–1854), Landtagsabgeordneter Großherzogtum Hessen
- Wieger, Herbert (* 1972), österreichischer Fußballspieler
- Wieger, Léon (1856–1933), französischer Theologe, Mediziner, Sinologe und Autor
- Wieger, Wilhelm (1890–1964), deutscher Maler und Grafiker
- Wiegers, Bas (* 1974), niederländischer Geiger und Dirigent
- Wiegers, Björn (* 1982), deutscher Handballspieler
- Wiegers, Fritz (1875–1955), deutscher Geologe
- Wiegers, Patrick (* 1990), deutscher Fußballtorhüter
- Wiegershaus, Friedrich (1877–1934), deutscher Politiker
- Wiegert, Bennet (* 1982), deutscher HandballspielerBennet Wiegert (* 1982)

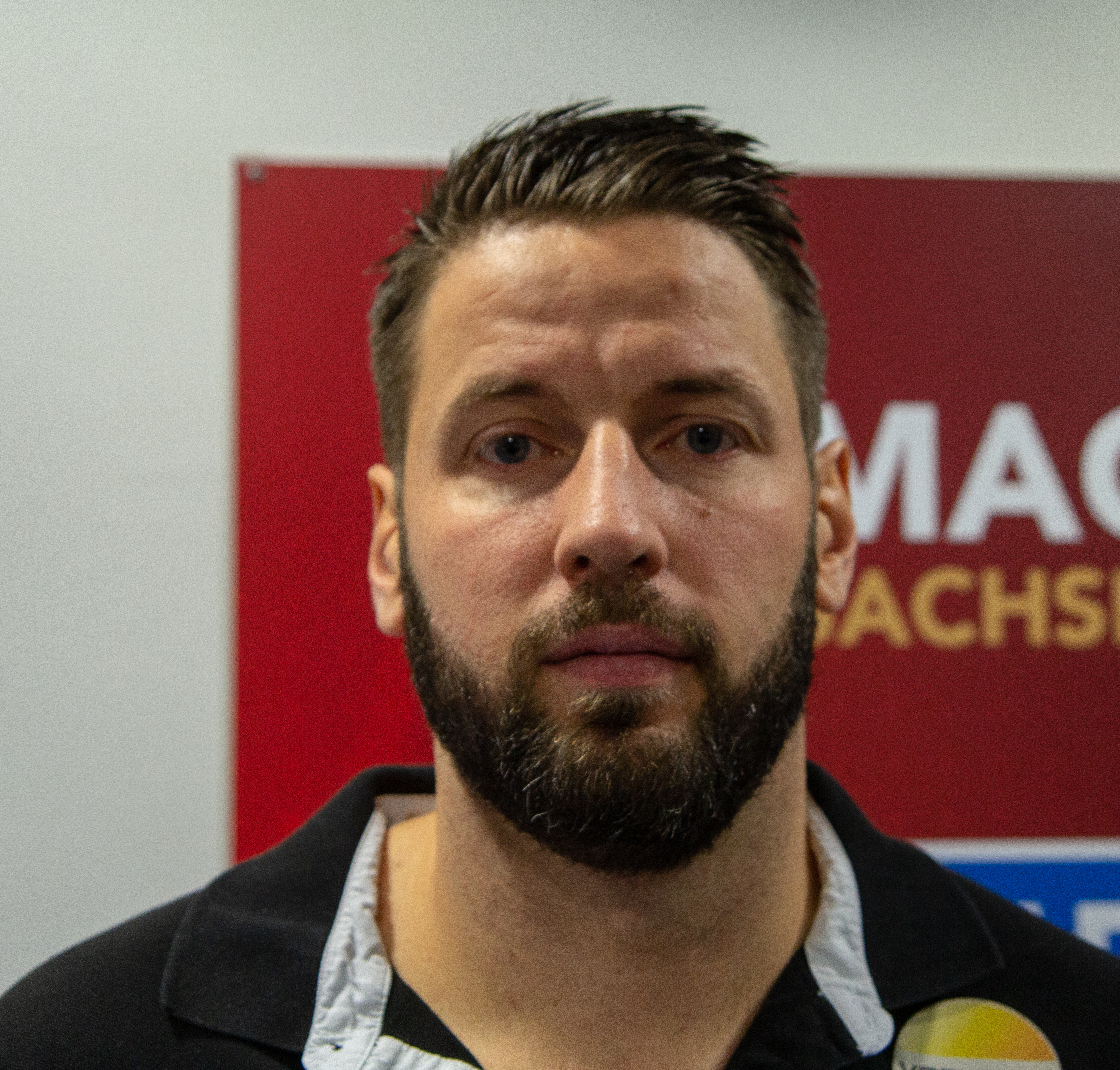
Bennet Wiegert (* 1982)

- Wiegert, Gerald (1944–2021), US-amerikanischer Entrepreneur, Erfinder und Automobil-Designer
- Wiegert, Hans-Peter (* 1962), deutscher Karate-Bundestrainer
- Wiegert, Ingolf (* 1957), deutscher Handballspieler

### Wiegh
- Wieghardt, Johann Peter (* 1966), deutscher Maler und Bildhauer
- Wieghardt, Karl (1874–1924), deutscher Mathematiker
- Wieghardt, Karl (1913–1996), deutscher Physiker und Strömungsmechaniker
- Wieghardt, Karl (* 1942), deutscher Chemiker
- Wieghardt, Paul (1897–1969), deutscher Maler
- Wieghaus, Georg (* 1953), deutscher Hörspiel- und Kinderbuchautor
- Wieghorst, Morten (* 1971), dänischer Fußballspieler und -trainer
- Wieghorst, Olaf (1899–1988), amerikanischer Maler

### Wiegl
- Wiegleb, Gerhard (* 1948), deutscher Botaniker und Ökologe
- Wiegleb, Johann Christian (1732–1800), deutscher Naturforscher und Apotheker
- Wiegleb, Johann Christoph (1690–1749), deutscher Orgelbauer des Barock
- Wiegler, Paul (1878–1949), deutscher Schriftsteller und Übersetzer

### Wiegm
- Wiegman, Robyn (* 1958), US-amerikanische Literaturwissenschaftlerin und Hochschullehrerin
- Wiegman, Sarina (* 1969), niederländische Fußballspielerin und -trainerinSarina Wiegman (* 1969)

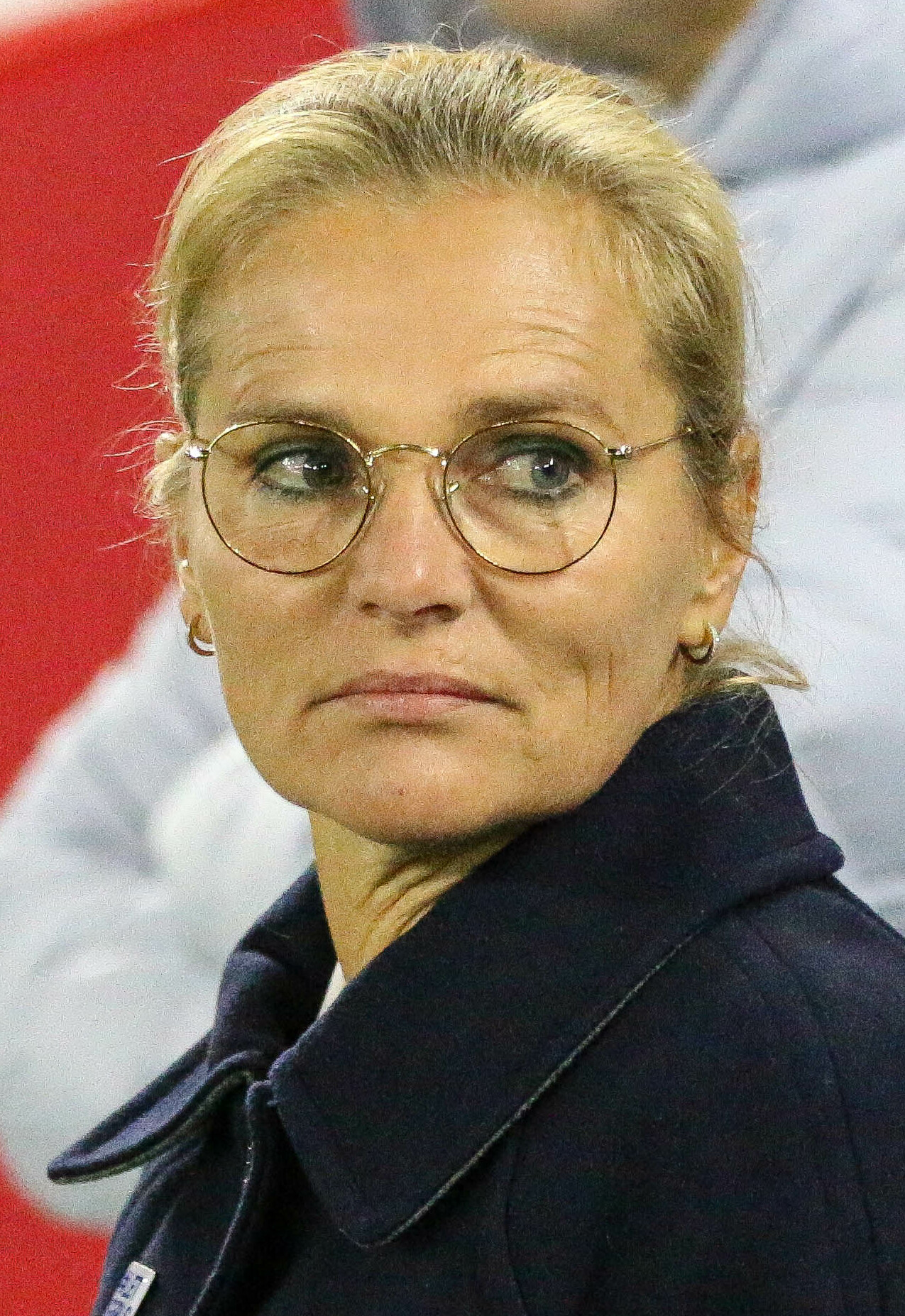
Sarina Wiegman (* 1969)

- Wiegmann, Arend Friedrich August (1802–1841), deutscher Zoologe
- Wiegmann, Arend Joachim Friedrich (1770–1853), deutscher Apotheker
- Wiegmann, August (1857–1945), Präsident der Oberpostdirektion Minden
- Wiegmann, Bettina (* 1971), deutsche Fußballspielerin
- Wiegmann, Carl Arend Friedrich (1836–1901), deutscher Malakologe
- Wiegmann, Heinz (1915–1981), deutscher Arzt und Klinikgründer
- Wiegmann, Hermann (* 1937), deutscher Germanist und Gymnasiallehrer
- Wiegmann, Jutta (* 1955), Gründerin und Leiterin des Institut für Schauspiel, Film- und Fernsehberufe (iSFF)
- Wiegmann, Karl, deutscher Rugbyspieler
- Wiegmann, Marie (1826–1893), deutsche Malerin
- Wiegmann, Melanie (* 1972), deutsche Schauspielerin, Synchronsprecherin und Sängerin
- Wiegmann, Paul (* 1952), russisch-US-amerikanischer Physiker
- Wiegmann, Rudolf (1804–1865), deutscher Architekt, Professor, Maler und Kunstschriftsteller
- Wiegmann, Wilhelm (1851–1920), deutscher Historienmaler und Mosaizist
- Wiegmann, Wilhelm (1864–1929), deutscher Lehrer und Politiker

### Wiegn
- Wiegner, Georg (1607–1689), deutscher Jurist und Bürgermeister
- Wiegner, Georg (1883–1936), deutscher Agrikulturchemiker und Bodenkundler
- Wiegner, Hans († 1984), deutscher Schauspieler, Hörspielsprecher und Synchronsprecher

### Wiego
- Wiegold, Alexander (* 1979), deutscher Regisseur
- Wiegold, Thomas (* 1960), deutscher JournalistThomas Wiegold (* 1960)

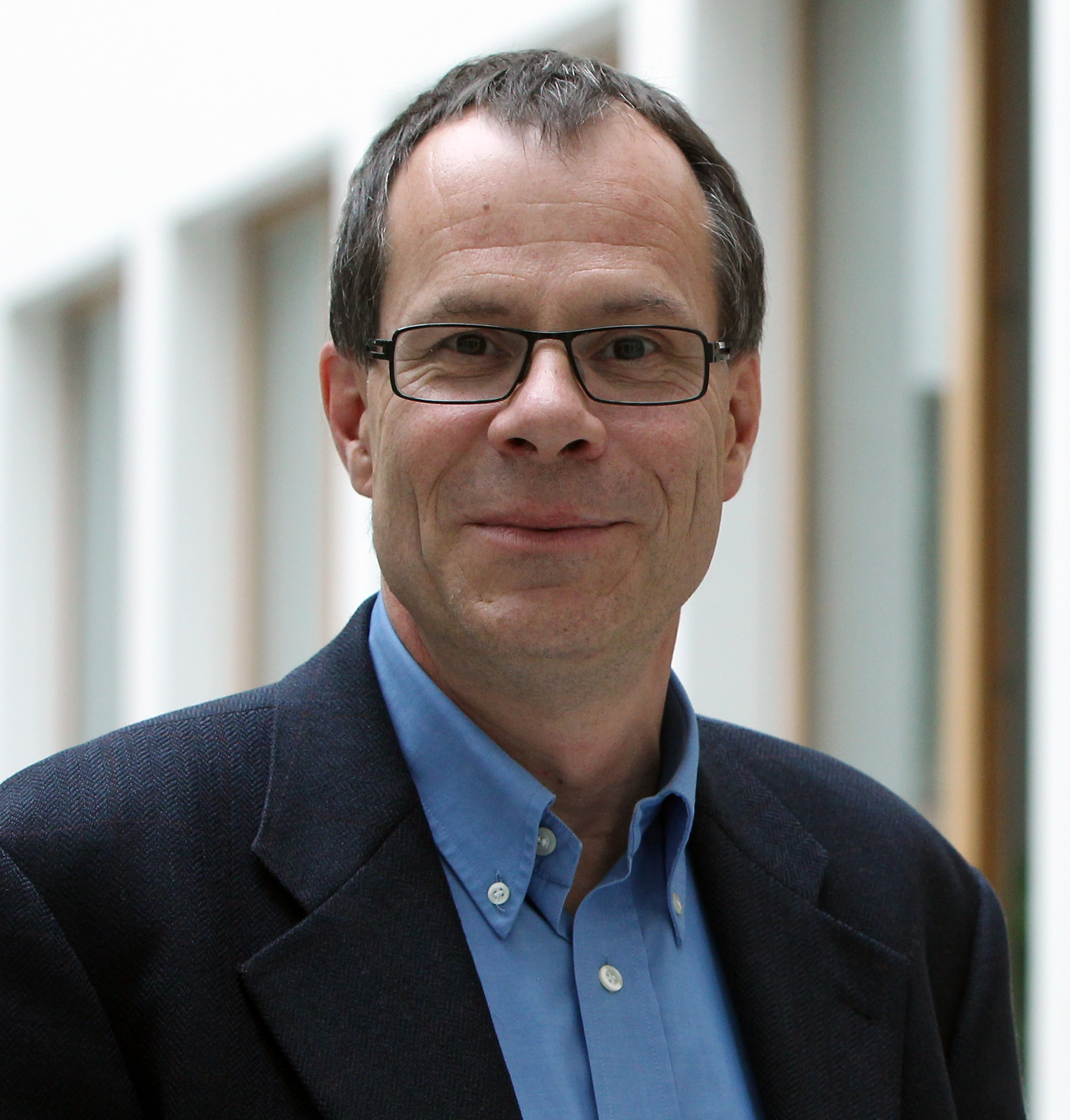
Thomas Wiegold (* 1960)

### Wiegr
- Wiegratz, Philip (* 1993), deutscher Schauspieler
- Wiegrebe, Ernst (1793–1872), Topograf und Mitglied der kurhessischen Ständeversammlung
- Wiegrefe, Klaus (* 1965), deutscher Journalist und Historiker